# Франк Уулуърт
Франк Уинфийлд Уулуърт (на английски: Franklin Winfield Woolworth) е виден американски предприемач.
Той е създател на най-голямата мрежа магазини за продажба на дребно в началото на XX век. В магазините от веригата Woolworth за първи път започват да се излагат стоки на свободен достъп за клиентите и да се предлагат отстъпки за отделни категории стоки. Правят се и други нововъведения, които в крайна сметка полагат основата на днешната търговия чрез супермаркети.